# Charly Chemouny
Charly Chemouny est un acteur français, né le 16 novembre 1963.

## Biographie
Il a notamment tenu le rôle de Charly dans la série télévisée Les Filles d'à côté, en remplacement temporaire de Thierry Redler qui incarnait le rôle de Marc. Le personnage de Charly tentait, en vain, de séduire ses voisines
qui l'ignoraient ou l'humiliaient.

On se souvient aussi de son rôle dans la série Joëlle Mazart dans laquelle il incarnait l'élève Momond qui répondait tout le temps "C'est qu'est-ce que j'fais" ou "C'est qu'est-ce que j'dis" à son professeur de Français.

## Filmographie

### Cinéma
- 1979 : L'école est finie : Suchard
- 1982 : Allons z'enfants de Yves Boisset
- 1982 : N'oublie pas ton père au vestiaire de Richard Balducci
- 1983 : Surprise Party de Roger Vadim : David Auerbach
- 1984 : Premiers Désirs de David Hamilton : Max
- 1983 : L'Homme blessé de Patrice Chéreau
- 1985 : Le Thé au harem d'Archimède de Mehdi Charef : Balou
- 1985 : Conseil de famille de Costa-Gavras :Le premier jumeau bulgare
- 1986 : Yiddish Connection, de Paul Boujenah : Samy
- 1986 : Suivez mon regard de Jean Curtelin : Le prisonnier libéré
- 1988 : Flag de Jacques Santi : Nénesse
- 2010 : Mon pote de Marc Esposito avec Benoît Magimel et Édouard Baer : Le journaliste rabroué

### Télévision
- 1982 : Non récupérables de Franck Apprederis : Le garçon au ballon
- 1982 : Joëlle Mazart (série télévisée) : Momond
- 1985 : Néo Polar (série télévisée) : Charlie
- 1986 : L'amour à la lettre de Gérard Gozlan : Olivier Lassale
- 1986 : La bague au doigt (série télévisée)
- 1991 : Le Gorille (série télévisée)
- 1994 - 1995 : Les Filles d'à côté (série télévisée) : Charly
- 2010 : 1788... et demi de Olivier Guignard (série télévisée) : Le parrain bébé juif
- 2018 : Meurtres en Haute-Savoie de René Manzor : Patient cimetière